# Немања Поповић (кошаркаш)
Немања Поповић (Аранђеловац, 29. децембар 2001) српски је кошаркаш. Игра на позицији крилног центра, а тренутно наступа за Вршац.

## Каријера

### Клупска
Немања Поповић је рођен у Аранђеловцу, а прве кошаркашке кораке направио је у КК Баскет у Младеновцу. Током 2015. године прикључио се КК Визура из Београда, а у лето 2017. прешао је у млађе категорије Црвене звезде.
У јануару 2018. је лиценциран за први тим Црвене звезде, али није забележио ниједан наступ у овој сезони. За сезону 2018/19. је позајмљен екипи Жаркова, са којом је наступао у Другој лиги Србије. У априлу 2019, пред почетак такмичења у Суперлиги Србије, прикључен је екипи ФМП-а. Недуго по стицању пунолетства, у јануару 2020, потписао је први професионални уговор са ФМП-ом. Током сезоне 2019/20. играо је и на позајмици за ОКК Београд.
Дана 23. септембра 2021. потписао је трогодишњи уговор са Црвеном звездом. Први званични наступ за сениорски састав црвено-белих уписао је наредног дана, на утакмици првог кола Јадранске лиге за сезону 2021/22, против екипе Сплита у Хали Александар Николић. На том сусрету забележио је три поена, уз по један скок и асистенцију. Дана 5. јануара 2022. године прослеђен је на позајмицу у новосадску Војводину до краја те сезоне. У јулу 2023. потписао је за Мегу. У лето 2024. прешао је у Вршац.

### Репрезентативна
Са репрезентацијом Србије до 16 година је освојио бронзану медаљу на Европском првенству 2017, одржаном у Црној Гори. Поред тога, са репрезентацијом Србије до 17 година играо је на Светском првенству 2018, које је одржано у Аргентини.

## Успеси

### Репрезентативни
- Европско првенство до 16 година: 
  -  2017.

### Појединачни
- Најкориснији играч Кошаркашке лиге Србије (1): 2024/25.[11]